# Bi đá trên băng tại Thế vận hội Mùa đông 2006
Bộ môn Bi đá trên băng tại Thế vận hội Mùa đông 2006 (curling) được tổ chức tại thị trấn Pinerolo (khoảng 40 km về phía tây nam của Torino) từ 13 đến 24 tháng 2 năm 2006.
Sau khi các đội đã hoàn tất thi đấu với nhau, bốn đội đứng hạng đầu của bảng sẽ được vào bán kết. Hạng được tính dựa vào số trận thắng; nếu đội A và đội B có cùng số trận thắng nhưng B đã thắng trận giữa A và B thì B sẽ có hạng cao hơn.
Khi vào bán kết thì đội hạng 1 đấu với đội hạng 4, và đội hạng 2 đấu với đội hạng 3.

## Bảng huy chương
|   | Quốc gia  | Vàng | Bạc | Đồng | Tổng |
| - | --------- | ---- | --- | ---- | ---- |
| 1 | Canada    | 1    | 0   | 1    | 2    |
| 2 | Thụy Điển | 1    | 0   | 0    | 1    |
| 3 | Phần Lan  | 0    | 1   | 0    | 1    |
| 3 | Thụy Sĩ   | 0    | 1   | 0    | 1    |
| 5 | Hoa Kỳ    | 0    | 0   | 1    | 1    |
|   | Tổng cộng | 2    | 2   | 2    | 6    |

## Nam

### Các đội
| Quốc gia    | Skip                   | Third          | Second                  | Lead                 | Alternate      |
| ----------- | ---------------------- | -------------- | ----------------------- | -------------------- | -------------- |
| Anh         | David Murdoch          | Ewan MacDonald | Warwick Smith           | Euan Byers           | Craig Wilson   |
| Canada      | Brad Gushue            | Mark Nichols   | Russ Howard*            | Jamie Korab          | Mike Adam      |
| Đức         | Andy Kapp              | Uli Kapp       | Oliver Axnick           | Holger Höhne         | Andreas Kempf  |
| Hoa Kỳ      | Pete Fenson            | Shawn Rojeski  | Joseph Polo             | John Shuster         | Scott Baird    |
| Na Uy       | Pål Trulsen            | Lars Vågberg   | Flemming Davanger       | Bent Ånund Ramsfjell | Torger Nergård |
| New Zealand | Sean Becker            | Hans Frauenlob | Dan Mustapic            | Lorne De Pape        | Warren Dobson  |
| Phần Lan    | Markku Uusipaavalniemi | Wille Mäkelä   | Kalle Kiiskinen         | Teemu Salo           | Jani Sullanmaa |
| Thụy Điển   | Peja Lindholm          | Tomas Nordin   | Magnus Swartling        | Peter Narup          | Anders Kraupp  |
| Thụy Sĩ     | Ralph Stöckli          | Claudio Pescia | Pascal Sieber           | Marco Battilana      | Simon Strübin  |
| Ý           | Joel Retornaz          | Fabio Alvera   | Gian Paolo Zandegiacomo | Antonio Menardi      | Marco Mariani  |

### Vòng loại
| Đội         | Số trận | Thắng | Thua |
| ----------- | ------- | ----- | ---- |
| Phần Lan    | 9       | 7     | 2    |
| Canada      | 9       | 6     | 3    |
| Hoa Kỳ      | 9       | 6     | 3    |
| Anh         | 9       | 6     | 3    |
| Na Uy       | 9       | 5     | 4    |
| Thụy Sĩ     | 9       | 5     | 4    |
| Ý           | 9       | 4     | 5    |
| Đức         | 9       | 3     | 6    |
| Thụy Điển   | 9       | 3     | 6    |
| New Zealand | 9       | 0     | 9    |

### Bán kết
22 tháng 2
| Đội                        | 1 | 2 | 3 | 4 | 5 | 6 | 7 | 8 | 9 | 10 | Điểm |
| -------------------------- | - | - | - | - | - | - | - | - | - | -- | ---- |
| Phần Lan (Uusipaavalniemi) | 0 | 1 | 0 | 0 | 0 | 2 | 0 | 0 | 0 | 1  | 4    |
| Anh (Murdoch)              | 0 | 0 | 0 | 0 | 1 | 0 | 1 | 0 | 1 | 0  | 3    |

| Đội             | 1 | 2 | 3 | 4 | 5 | 6 | 7 | 8 | 9 | 10 | Điểm |
| --------------- | - | - | - | - | - | - | - | - | - | -- | ---- |
| Canada (Gushue) | 0 | 2 | 0 | 2 | 0 | 2 | 0 | 0 | 5 | X  | 11   |
| Hoa Kỳ (Fenson) | 1 | 0 | 1 | 0 | 1 | 0 | 0 | 2 | 0 | X  | 5    |

### Huy chương đồng
23 tháng 2
| Đội             | 1 | 2 | 3 | 4 | 5 | 6 | 7 | 8 | 9 | 10 | Điểm |
| --------------- | - | - | - | - | - | - | - | - | - | -- | ---- |
| Hoa Kỳ (Fenson) | 1 | 0 | 3 | 0 | 0 | 2 | 0 | 1 | 0 | 1  | 8    |
| Anh (Murdoch)   | 0 | 1 | 0 | 1 | 0 | 0 | 3 | 0 | 1 | 0  | 6    |

### Huy chương vàng
23 tháng 2
| Đội                        | 1 | 2 | 3 | 4 | 5 | 6 | 7 | 8 | 9 | 10 | Điểm |
| -------------------------- | - | - | - | - | - | - | - | - | - | -- | ---- |
| Canada (Gushue)            | 0 | 2 | 1 | 1 | 0 | 6 | 0 | 0 | x | x  | 10   |
| Phần Lan (Uusipaavalniemi) | 2 | 0 | 0 | 0 | 1 | 0 | 0 | 1 | x | x  | 4    |

## Nữ

### Các đội
| Quốc gia  | Skip               | Third            | Second           | Lead              | Alternate       |
| --------- | ------------------ | ---------------- | ---------------- | ----------------- | --------------- |
| Anh       | Rhona Martin       | Jackie Lockhart  | Kelly Wood       | Lynn Cameron      | Deborah Knox    |
| Canada    | Shannon Kleibrink  | Amy Nixon        | Glenys Bakker    | Christine Keshen  | Sandra Jenkins  |
| Đan Mạch  | Dorthe Holm        | Denise Dupont    | Lene Nielsen     | Malene Krause     | Maria Poulsen   |
| Hoa Kỳ    | Cassandra Johnson  | Jamie Johnson    | Jessica Schultz  | Maureen Brunt     | Courtney George |
| Na Uy     | Dordi Nordby       | Marianne Haslum  | Marianne Rørvik  | Camilla Holth     |                 |
| Nga       | Ludmila Privivkova | Nkeiruka Ezekh   | Yana Nekrasova   | Ekaterina Galkina | Olga Jarkova    |
| Nhật Bản  | Onodera Ayumi      | Hayashi Yumie    | Motohashi Mari   | Meguro Moe        | Terada Sakurako |
| Thụy Điển | Anette Norberg     | Eva Lund         | Cathrine Lindahl | Anna Svärd        | Ulrika Bergman  |
| Thụy Sĩ   | Mirjam Ott         | Binia Beeli      | Valeria Spälty   | Michèle Moser     | Manuela Kormann |
| Ý         | Diana Gaspari      | Giulia Lacedelli | Rosa Pompanin    | Violetta Caldart  | Eleonara Alvera |

### Vòng loại
| Đội       | Số trận | Thắng | Thua |
| --------- | ------- | ----- | ---- |
| Thụy Điển | 9       | 7     | 2    |
| Thụy Sĩ   | 9       | 7     | 2    |
| Canada    | 9       | 6     | 3    |
| Na Uy     | 9       | 6     | 3    |
| Anh       | 9       | 5     | 4    |
| Nga       | 9       | 5     | 4    |
| Nhật Bản  | 9       | 4     | 5    |
| Hoa Kỳ    | 9       | 2     | 7    |
| Đan Mạch  | 9       | 2     | 7    |
| Ý         | 9       | 1     | 8    |

### Bán kết
22 tháng 2
| Đội                 | 1 | 2 | 3 | 4 | 5 | 6 | 7 | 8 | 9 | 10 | Điểm |
| ------------------- | - | - | - | - | - | - | - | - | - | -- | ---- |
| Thụy Điển (Norberg) | 0 | 0 | 1 | 0 | 1 | 0 | 1 | 1 | 0 | 1  | 5    |
| Na Uy (Nordby)      | 1 | 0 | 0 | 1 | 0 | 1 | 0 | 0 | 1 | 0  | 4    |

| Đội                | 1 | 2 | 3 | 4 | 5 | 6 | 7 | 8 | 9 | 10 | Điểm |
| ------------------ | - | - | - | - | - | - | - | - | - | -- | ---- |
| Thụy Sĩ (Ott)      | 0 | 0 | 3 | 0 | 1 | 1 | 0 | 2 | 0 | 0  | 7    |
| Canada (Kleibrink) | 0 | 1 | 0 | 1 | 0 | 0 | 2 | 0 | 1 | 0  | 5    |

### Huy chương đồng
23 tháng 2
| Đội                | 1 | 2 | 3 | 4 | 5 | 6 | 7 | 8 | 9 | 10 | Điểm |
| ------------------ | - | - | - | - | - | - | - | - | - | -- | ---- |
| Canada (Kleibrink) | 4 | 1 | 0 | 0 | 4 | 0 | 2 | 0 | x | x  | 11   |
| Na Uy (Nordby)     | 0 | 0 | 1 | 1 | 0 | 2 | 0 | 1 | x | x  | 5    |

### Huy chương vàng
23 tháng 2
| Đội                 | 1 | 2 | 3 | 4 | 5 | 6 | 7 | 8 | 9 | 10 | 11 | Điểm |
| ------------------- | - | - | - | - | - | - | - | - | - | -- | -- | ---- |
| Thụy Điển (Norberg) | 0 | 2 | 0 | 1 | 0 | 1 | 1 | 0 | 1 | 0  | 1  | 7    |
| Thụy Sĩ (Ott)       | 0 | 0 | 2 | 0 | 0 | 0 | 0 | 2 | 0 | 2  | 0  | 6    |